# Bonrepos-sur-Aussonnelle
Bonrepos-sur-Aussonnelle (okzitanisch Bonrepaus d’Aussonèra) ist eine französische Gemeinde mit 1.247 Einwohnern (Stand 1. Januar 2022) im Département Haute-Garonne in der Region Okzitanien (vor 2016 Midi-Pyrénées). Sie gehört zum Arrondissement Muret und zum Kanton Plaisance-du-Touch. Die Einwohner werden Bonreposiens genannt.

## Geografie
Bonrepos-sur-Aussonnelle liegt an der Aussonnelle an der Grenze zum Département Gers in der historischen Provinz Savès, etwa 33 Kilometer westsüdwestlich von Toulouse und etwa 27 Kilometer westnordwestlich von Muret. Bonrepos-sur-Aussonnelle wird umgeben von den Nachbargemeinden Lias im Norden, Fontenilles im Osten, Saiguède im Süden, Saint-Thomas im Südwesten sowie Auradé im Westen und Nordwesten.

## Bevölkerungsentwicklung
| Jahr                       | 1962 | 1968 | 1975 | 1982 | 1990 | 1999 | 2006 | 2013 | 2020 |
| Einwohner                  | 151  | 162  | 193  | 319  | 510  | 579  | 762  | 1049 | 1249 |
| Quellen: Cassini und INSEE |      |      |      |      |      |      |      |      |      |

## Sehenswürdigkeiten
- Kirche La Nativité-de-la-Sainte-Vierge aus dem 18. Jahrhundert mit Glocke von 1597

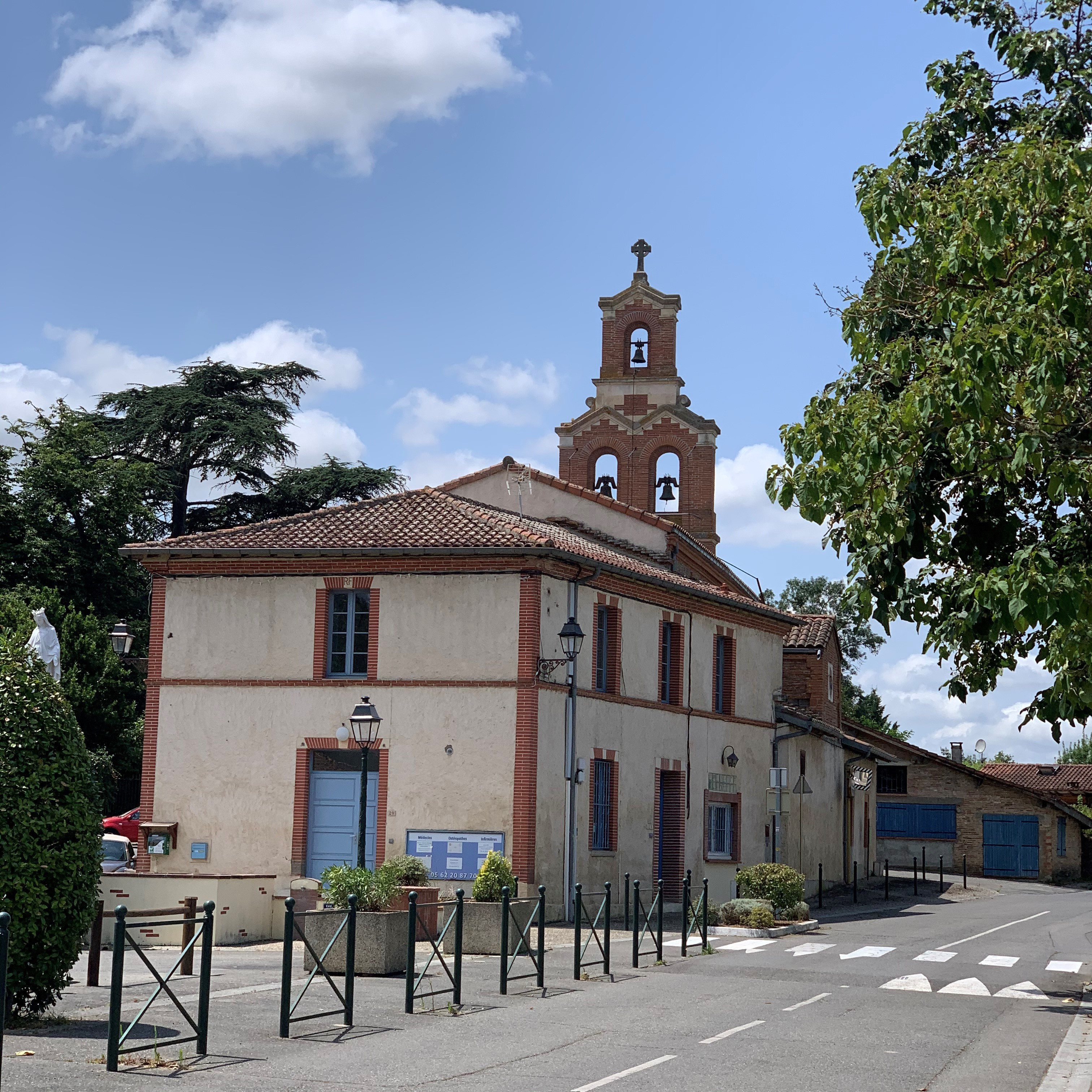
Kirche La Nativité-de-la-Sainte-Vierge